# Dosha

Les doshas de l'Ayurveda et les cinq éléments dont ils sont composés.

Les doshas sont, dans l'ayurvéda,  trois énergies vitales ou « humeurs » responsables des processus physiologiques et psychologiques. Leur déséquilibre est considéré comme la cause des maladies. Les doshas sont une combinaison de plusieurs des « cinq éléments » (eau, air, feu, terre, akasha ou éther), avec une dominance de trois éléments :
- Vāta : l'énergie cinétique, est composée par les éléments air + éther (akasha)
- Pitta : l'énergie de transformation, est composée par les éléments feu + eau
- Kapha : l'énergie de cohésion, est composé par les éléments terre + eau

Le ou les doshas dominants chez l'individu détermineraient ses tendances, ses forces et ses faiblesses. Lors d’une « consultation ayurvédique », le médecin détermine les différentes part de vata, pitta et kapha de son patient grâce à l’analyse du pouls et à un questionnaire,. D'après Madame Figaro, « les doshas mettent en évidence notre bagage génétique, notre nature innée avec laquelle nous devons obligatoirement composer ». 
L'ayurvéda utilise les doshas pour identifier les facteurs qui seraient nuisibles ou bénéfiques au corps et à l'esprit du patient.
Le vaidya, « praticien » ayurvédique, conseille au patient un style de vie en accord avec sa prakriti — son type ayurvédique, mélange des trois doshas — notamment un régime qui lui serait bénéfique en l'harmonisant avec l'univers.
En général, l'un des doshas prédomine, et ce régime est alors établi selon le dosha majoritaire de chacun et tiendrait compte des rythmes naturels (les six saisons indiennes, les différentes heures du jour, etc.), eux-mêmes sous l'influence des doshas. Les aliments sont classifiés selon leurs caractéristiques (amer, acide, piquant, sucré, salé et astringent) et leur impact positif ou négatif sur le dosha afin d’être combinés de manière à restaurer leur équilibre. Ainsi, vata est plus enclin aux goûts salés, acides et sucrés, pitta préfère les goûts sucrés, amers, astringents, et kapha les goûts piquants, amers et astringents.